# Louise Émilie Gallet-Levadé
Louise Émilie Gallet-Levadé le 11 mai 1865 à Versailles et morte le 21 août 1937 au Havre, est une peintre française.

## Biographie
Louise Émilie Gallet est la fille d'Octave Alexandre Gallet, avocat, et d'Irma Marguerite Agnès Robert.
Élève de Jules Lefebvre, de Tony Robert-Fleury et d'Henry Royer, elle expose au Salon à partir de 1892.
En 1886, elle épouse Pierre Paul Raymond Foulquier. Divorcée en 1889, elle épouse en secondes noces en 1895, Maurice Joseph Levadé (1863-1934).
Peintre de miniatures et professeur de dessin, elle obtient une médaille de bronze à l'Exposition universelle de 1900, une mention honorable en 1903 et une médaille d'argent en 1922. Elle remporte le 1er prix de l'Union en 1931.
Elle meurt à l'âge de 72 ans au Havre.

## Distinction
- Officier de l'Instruction publique (1907)[8].